# الأصمين (السبرة)

تعديل مصدري - تعديل

الأصمين هي إحدى قرى عزلة بلادالشعيبي العليا بمديرية السبرة التابعة لمحافظة إب، بلغ تعداد سكانها 234 نسمة حسب تعداد اليمن لعام 2004.